# 헬레스폰투스 전투
헬레스폰투스 전투는 기원전 321년 소아시아 북서부의 헬레스폰투스 근교에서 벌어진 디아도코이 전쟁의 전투이다. 에우메네스를 상대로 크라테로스, 네오프톨레모스 연합군이 전투를 벌여 에우메네스가 두 장군을 패사시켰다.

## 배경
기원전 323년에 알렉산더 3세의 갑작스런 죽음 이후 신하들 중 하나인 페르디카스가 제국의 섭정 자리에 올라 권력을 잡았다. 그에게 안티파트로스, 크라테로스를 비롯한 마케도니아 신하들은 경계심을 드높였고, 결국 반 페르디카스 동맹을 맺고 대립하게 된다. 그래서 페르디카스는 우선 그들 중 프톨레마이오스에게 본 때를 보여주기 위해 이집트로 향했다. 한편, 반 페르디카스 파의 예봉은 페르디카스 파벌에서 주목을 받고 있던 에우메네스에게도 향했다. 크라테로스는 페르디카스를 배신하고 에우메네스와 싸우기는 했지만 패배를 당하고 물러났다가, 네오프톨레모스를 데려와 에우메네스에게 도전했다. 네오프톨레모스는 이전부터 문관 출신이었던 에우메네스를 무시하였었고, 그가 페르디카스 파벌과 결별한 것도 에우메네스의 지휘 하에 들어가는 것을 거부했기 때문이었다.

## 전투
크라테로스는 마케도니아의 장군들 가운데 탁월한 명망을 가지고 있다. 만약 적이 크라테로스라고 알게 되면 아군 병사들이 배신할 수도 있다고 에우메네스가 경계를 해야 할 정도였다. 그래서 에우메네스는 병사들에게 크라테로스가 적이라는 것은 덮어두고, 적은 네오프톨레모스 뿐이라고 말했다. 크라테로스가 진을 친 우익에 대치하는 아군의 좌익은 파르나바조스와 호이니쿠스가 이끌었다. 그들은 크라테로스의 얼굴을 모르는 외국인 기병 3,000기를 배치했다. 그 지휘관들은 크라테로스가 말할 틈을 주지도 않고 공격하라는 명령을 내렸다. 그리고 자신은 기병 2,000기를 이끌고 아군의 우익에 진을 쳤다. 숙적인 네오프톨레모스가 이끄는 좌익이 이에 대치했다.
전투는 에우메네스 예상대로 진행되었다. 처음에, 에우메네스가 이끄는 기병대가 돌격한 다음, 에우메네스 군 좌익도 그 뒤를 이었다. 이에 따라 크라테로스도 적에게 공격을 가하면서 전투가 시작되었다. 에우메네스는 장렬하게 일대일 승부 끝에 네오프톨레모스를 죽였다. 네오프톨레모스가 전사하자 그 휘하의 기병들은 중앙 보병에게 몸을 숨겼다. 한편, 크라테로스도 분전했지만 낙마해서 다른 말을 짓밝혀서 아무도 눈치채지 못하고 죽음을 당했다. 에우메네스의 항복 권고에 따라 크라테로스, 네오프톨레모스 연합군의 중앙 보병 부대는 항복을 했고, 에우메네스는 승리를 거두었다. 그러나 포로가 된 보병들이 식량을 조달하러 간다고 에우메네스를 속여서 탈주했다.

## 그후
에우메네스는 적을 무찔렀지만, 그들의 수장인 페르디카스가 전투의 치루기 이틀 전에 이미 휘하 장군들인 페이톤, 안티게네스, 셀레우코스 등의 배신으로 살해당했다. 이렇게 후원자를 잃은 에우메네스는 고립이 심화되었고, 크라테로스를 살해했다는 것에 대해 마케도니아인의 에우메네스에 대한 감정은 악화되었다. 그리고 아무도 주장할 사람도 없이 그는 같은 해의 트리파라디소스의 분할 회의에서 다른 페르디카스 파의 여러 장군과 함께 죽음을 선고 받았다. 그 후, 에우메네스는 트리파라디소스에서 그의 토벌을 책임진 옛 친구 안티고노스와 싸우게 된다.